# كأس السوبر الإفريقي 2001
كأس السوبر الأفريقي 2001 هي النسخة التاسعة من البطولة وتوج بها هارتس أوف أوك الغاني على نادي الزمالك المصري .

## الفرق
| الفريق        | المنطقة      | الوصول                       | وصول سابق (الخط الغليظ يشير إلى بطل تلك النسخة) |
| ------------- | ------------ | ---------------------------- | ----------------------------------------------- |
| هارتس أوف أوك | غرب أفريقيا  | الفائز بدوري أبطال أفريقيا   | 0                                               |
| الزمالك       | شمال أفريقيا | الفائز بكأس الكؤوس الأفريقية | 2 (1994 ، 1997)                                 |

## النتيجة النهائية
هارتس أوف أوك (2-0)  الزمالك

## الفائز بالبطولة
هارتس أوف أوك